# История почты и почтовых марок Гонконга
История почты и почтовых марок Гонконга включает период колониальной зависимости от Великобритании и период после передачи Гонконга Китайской Народной Республике (с 1997). На каждом из этих этапов для почтовых нужд Гонконга эмитировались собственные почтовые марки. Современным почтовым оператором в Гонконге выступает Hongkong Post, являющийся департаментом Правительства Гонконга.

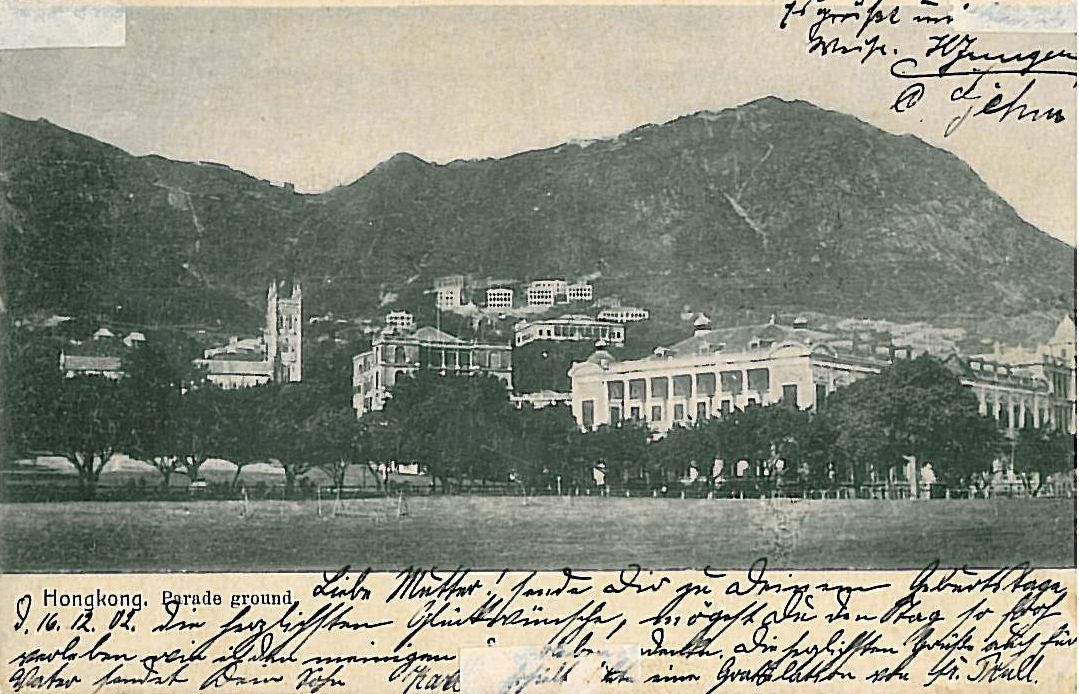
Исторический вид Гонконга на открытке (1903)

## Раннее развитие почты

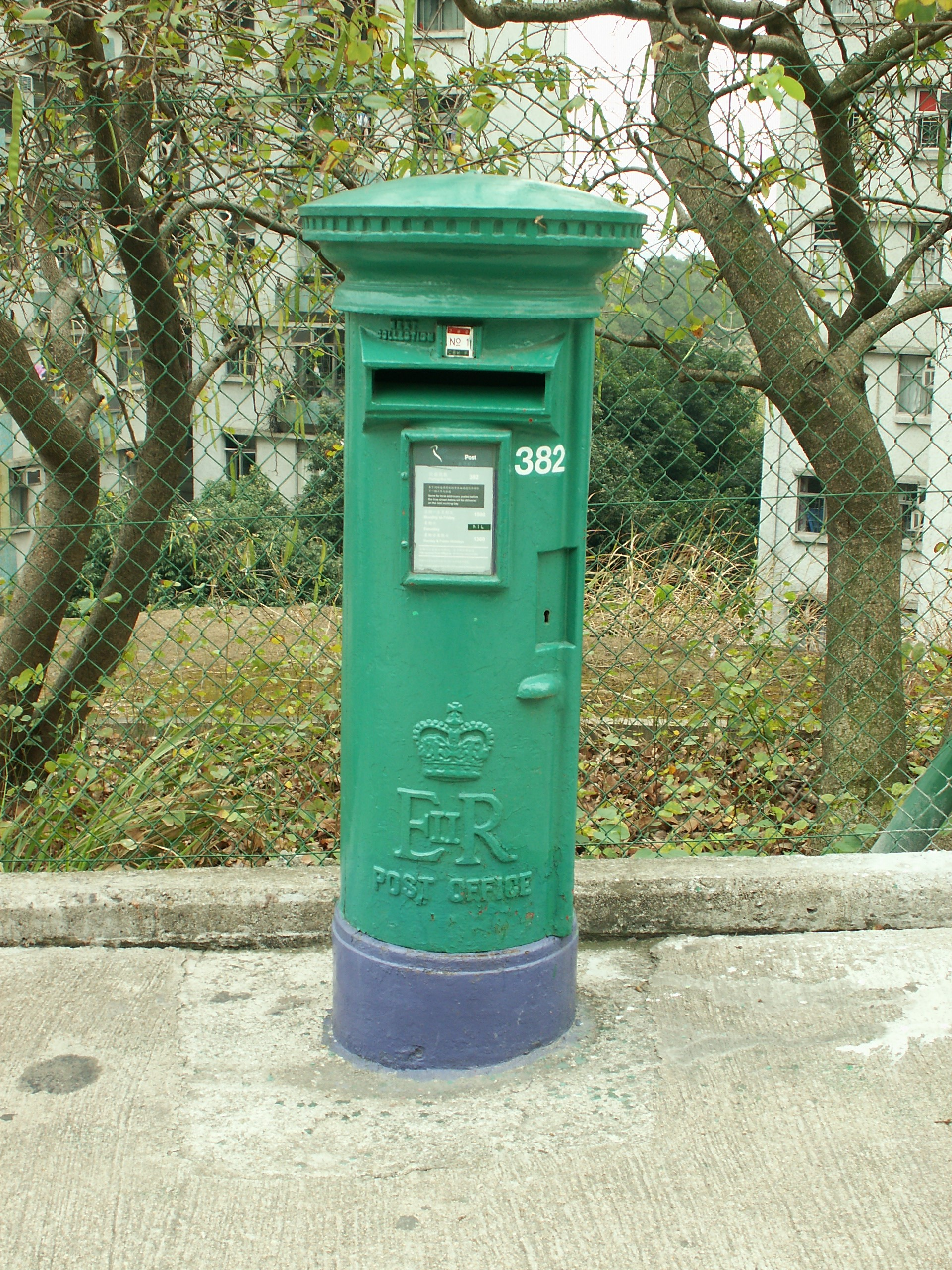
Стоячий почтовый ящик британского типа в Гонконге

История почты Гонконга (Сянгана) ведёт начало с 1841 года, когда Королевская почта открыла своё почтовое отделение в этом регионе, в котором использовался почтовый штемпель с надписью «Post Office Hong Kong» («Почтовое отделение Гонконга»). Купцы вели торговлю в Гонконге по обе стороны бухты Виктория ещё задолго до создания здесь в 1842 году британской колонии. Английские торговцы жаловались на отсутствие надлежащих почтовых услуг, и в конечном итоге в Гонконге была учреждена собственная почтовая администрация (Postal Department). Это произошло в мае 1860 года. При этом в употребление был введён круглый штемпель с изображением короны и надписью по-английски «Оплачено в Гонконге».

## Выпуски почтовых марок

### Британская колония

#### Первые почтовые марки
8 декабря 1862 года почтовый департамент выпустил первую серию гонконгских марок с надписями названия колонии и стоимости на английском и китайском языках. Она состояла из семи номиналов.

#### Последующие эмиссии
В 1863 году первая серия пополнилась марками ещё трёх номиналов. Марки этого типа применялись и допечатывались в течение почти 20 лет. Допечатки имели другие оттенки. Кроме того, на этих марках ставились надпечатки. Например, в 1876 году на марке в 30 центов была сделана надпечатка «28 центов», что было вызвано снижением почтового тарифа на пересылку простого письма в Великобританию с 30 до 28 центов.
В 1885—1898 годах в связи с изменением соотношения доллара и центов на марках осуществляли надпечатки соответствующих номиналов, которые были сделаны в местных типографиях. Имеется большое количество разновидностей этих надпечаток.
Что касается сюжетов, то первоначально Гонконг издавал почтовые марки с надписью «Hong Kong» («Гонконг») и с портретами правящих монархов Великобритании или с королевской символикой (например, «E. R.»).
В 1891 году вышли первые памятные марки в честь 50-летнего юбилея колонии. Это были стандартные марки номиналом в 2 цента, на которых была произведена типографская надпечатка «1841 / Hong Kong / JUBILEE / 1891» («1841 Юбилей Гонконга 1891»). Они были в почтовом обращении всего три дня и известны в нескольких разновидностях. Следующие памятные марки появились уже в XX веке — в 1935 году.

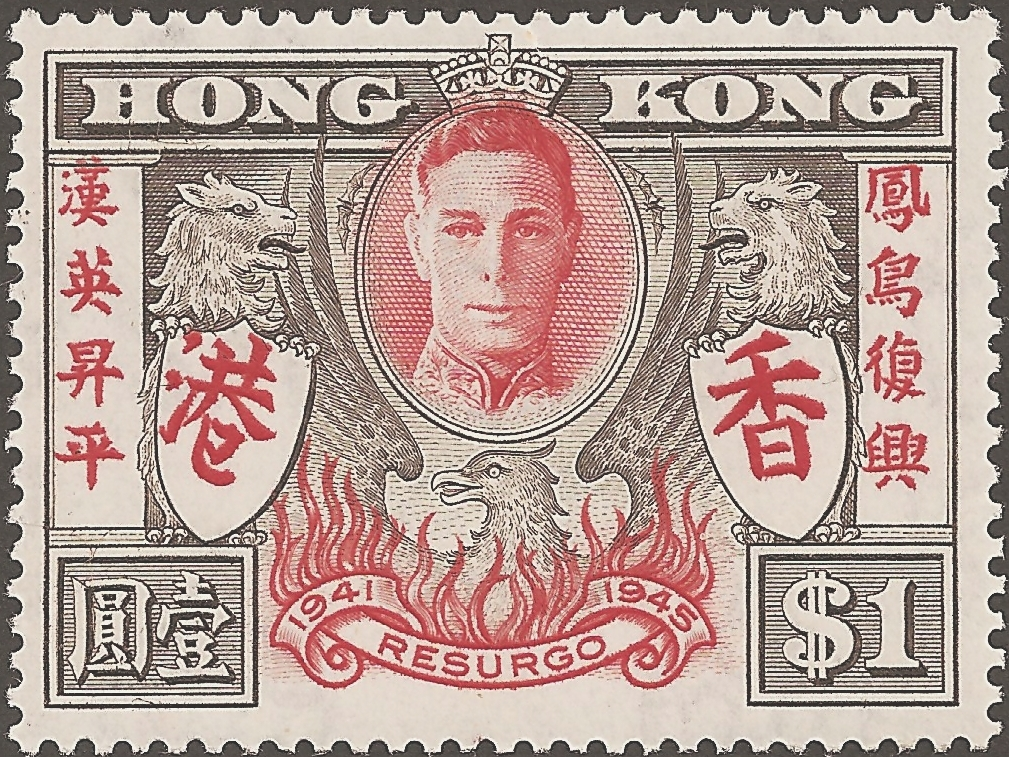
Марка Гонконга в ознаменование первой годовщины окончания Второй мировой войны, 1946(Sc #175)

В 1900—1902 годах была эмитирована новая серия стандартных марок, цвета которых говорили об их предназначении для того или иного вида почтовых отправлений — в соответствии с установленными Всемирным почтовым союзом правилами.
Поскольку новые стандартные серии запускались в обращение относительно редко, гонконгские почтовые власти прибегали к многократным допечаткам. Вследствие этого имеется приличное количество разновидностей марок по цвету, бумаге, водяным знакам и т. д.
По информации Л. Л. Лепешинского, всего за период с 1862 по 1963 год было издано 217 почтовых марок, английские надписи на которых гласили: «Hong Kong» («Гонконг») и «Postage & Revenue» («Почтовый и гербовый сбор»).

### Современный Гонконг
После возвращения Гонконга Китайской Народной Республике и до настоящего времени марки выходят с надписью «Hong Kong. China» («Гонконг. Китай»). Британские почтовые марки для Гонконга больше не действительны для оплаты почтового сбора, и гонконгское почтовое ведомство не покупает их у населения обратно.

### Тематика
Во второй половине XX века тематика гонконгских марок существенно расширилась за счёт коммеморативных выпусков в честь 75-летия и 100-летия Всемирного почтового союза, 100-летия марок Гонконга, открытия нового почтамта, различных местных событий, народных фестивалей, а также почтовых миниатюр с изображениями представителей местной флоры, фауны и др. Начиная с 1967 года специальные марки ежегодно приурочиваются к празднованию китайского Нового года.

## Другие виды почтовых марок

### Доплатные
С 1924 года печатались доплатные марки Гонконга, рисунок которых был одинаковым — весы для взвешивания писем. Всего к 1963 году было выпущено 12 доплатных марок, которые были снабжены надписью «Postage due» («Почтовая доплата»).

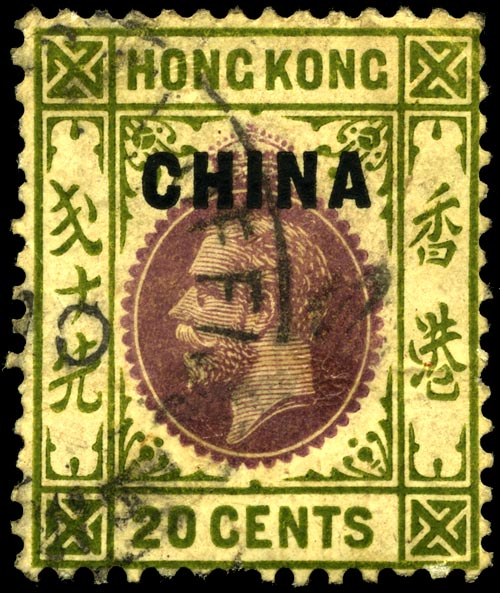
Одна из марок Гонконга с надпечаткой «China» («Китай»), применявшихся для франкирования в британских почтовых отделениях в Китае, 1917(Sc #8)

### Почтово-гербовые
В 1874—1897 годах в качестве почтовых в употреблении находились гербовые марки ввиду отсутствия марок высоких номиналов для оплаты почтового сбора. Гашение этих марок осуществлялось штемпелем красного цвета; встречающиеся чёрные гашения являются непочтовыми. Практика использования гербовых марок вместо почтовых была прекращена в 1903 году. Однако 11—20 января 1938 года на почтамте Гонконга продавались и применялись для почтовых целей гербовые марки номиналом в 5 центов. По данным Л. Л. Лепешинского, до 1963 года в Гонконге в почтовом обращении находилось 16 почтово-гербовых марок.

## Почтовые отделения за границей
В XIX — начале XX века британская почтовая администрация в Гонконге основала свои филиалы в ряде городов Китая, Японии, Индокитая и в Аомыне (Макао). В Китае филиалы имелись в следующих городах: Сямыне (Амое), Гуанчжоу (Кантоне), Чифу, Фучжоу, Ханькоу, Хайкоу, Вэйхае (Вэйхайвэе), Шанхае, Тяньцзине и др. Филиалы в Японии располагались в Иокогаме, Кобе и Нагасаки, а в Индокитае — в Хайфоне и Ханое. Гашение марок производилось овальными штемпелями с номерами: например, M — Шанхай, C1 — Кантон, 2 — Нагасаки и т. д.
Специально для британских почтовых отделений в Китае были изданы марки Гонконга с надпечаткой «China» («Китай»). Они поступили в обращение с 1 января 1917 года в Сямыне, Гуанчжоу, Чифу, Фучжоу, Ханькоу, Хайкоу, Нинбо, Шанхае, Шаньтоу (Сватоу), Тяньцзине и Вэйхае (Вэйхайвэе). Серия включала марки 17 номиналов — от 1 цента до 10 долларов. В 1922—1927 годах марки 11 номиналов были переизданы на бумаге с иным водяным знаком.
В ноябре 1922 года все почтовые отделения Гонконга в Китае были закрыты, за исключением филиала в Вэйхае, где почтовое отделение продолжало функционировать до 30 сентября 1930 года.

## Английская полевая почта
В июле 1839 — декабре 1842 года в Гонконге действовало полевое почтовое отделение английских войск в Китае, в котором применялся почтовый штемпель с надписью «Military Post Office Hong Kong» («Полевое почтовое отделение Гонконга»). До появления первых гонконгских марок в 1862 году британские солдаты в Гонконге использовали марки Великобритании, в то время как другие местные жители такого права не имели.

## Японский оккупационный выпуск
Оккупация Гонконга Японией длилась с 25 декабря 1941 по 15 августа 1945 года. В течение этого времени хождение имели марки Японии, не имевшие специальных надпечаток.
Единственный выпуск почтовых марок оккупационными властями был произведён в марте 1945 года (Sc #N1—N3), когда были введены в обращение три надпечатанные японские марки, изданные ранее, в 1942—1943 годах. Это были марки номиналами в 1, 2 и 5 сенов, на которых ставились надпечатки на японском языке названия оккупированной территории («Гонконг. Генерал-губернаторство») и стоимости в местной валюте.
В сентябре 1945 года колониальная почтовая администрация вновь начала свою работу, при этом в обращении находились довоенные марки Гонконга.

## Каталогизация
Перечисление и основные характеристики почтовых марок Гонконга даны во всех ведущих каталогах мира, таких, например, как «Скотт». В английских каталогах «Стэнли Гиббонс» гонконгским почтовым выпускам отведено место в «красных» томах для марок Великобритании и Содружества наций:

Каталог «Стэнли Гиббонс» (красный, 2001) для Великобритании и Содружества, на обложке которого в правом нижнем углу можно увидеть марку Гонконга из выпусков 1912—1914 годов, номиналом в 1 доллар и с портретом короля Георга V(Mi #112)

Существует также отдельный («жёлтый») том каталога «Стэнли Гиббонс» для марок Гонконга, пятое издание которого появилось в 2015 году.

## Развитие филателии
Старейшей организацией филателистов в этом регионе является основанное в 1921 году Филателистическое общество Гонконга, которое входит в Международную федерацию филателии и в Федерацию межазиатской филателии (Federation of Inter-Asian Philately, или FIAP). В Великобритании в 1951 году был создан Кружок изучения почтовых марок Гонконга.